# Буснуа
Буснуа́ (фр. Boussenois) — коммуна во Франции, находится в регионе Бургундия. Департамент коммуны — Кот-д’Ор. Входит в состав кантона Селонже. Округ коммуны — Дижон.
Код INSEE коммуны — 21096.

## Население
Население коммуны на 2010 год составляло 105 человек.
| 1962 | 1968 | 1975 | 1982 | 1990 | 1999 | 2010 |
| ---- | ---- | ---- | ---- | ---- | ---- | ---- |
| 92   | 98   | 125  | 110  | 120  | 111  | 105  |

## Экономика
В 2010 году среди 70 человек трудоспособного возраста (15—64 лет) 48 были экономически активными, 22 — неактивными (показатель активности — 68,6 %, в 1999 году было 76,3 %). Из 48 активных жителей работали 45 человек (23 мужчины и 22 женщины), безработных было 3 (2 мужчин и 1 женщина). Среди 22 неактивных 8 человек были учениками или студентами, 8 — пенсионерами, 6 были неактивными по другим причинам.